# Mall Portal Centro
El Mall Portal Centro, también conocido como Portal Centro, es un centro comercial ubicado en la comuna chilena de Talca, Región del Maule. Se encuentra en el centro de la ciudad, en Calle 1 Sur 1537.
Fue inaugurado el 21 de noviembre de 2012 y actualmente consta de 38.000 metros cuadrados construidos, seis niveles y tres en subsuelo.

## Historia
El proyecto del mall comenzó a gestionarse el año 2010, luego de que la empresa maulina Multicentro perdiera su casa matriz a causa del terremoto del 27 de febrero. Como forma de aprovechar unos terrenos pertenecientes a la empresa, y considerando además la ausencia de un centro comercial de gran envergadura en esta zona de Talca, Grupo M, consorcio de Multicentro y otras empresas, tomó la decisión de adquirir otros espacios colindantes para instalar un recinto que albergara un gran núcleo comercial.
De esta manera, en agosto de 2010, y con una inversión inicial de 30 millones de dólares, comenzaría su construcción, anunciándose a través de los distintos medios de comunicación de la región.
Las fechas de inauguración irían aplazándose desde el inicio de su construcción, pasando por febrero, junio y agosto de 2012. Finalmente, y luego de más de dos años de obras, el centro comercial fue inaugurado el 21 de noviembre de 2012.

## Distribución y contenido
El centro comercial cuenta con seis niveles. Incluye aproximadamente 130 tiendas de diversa variedad como Caterpillar, Head, Hush Puppies, Maui and Sons, y la Rangers Store del club homónimo. Tanto el primer como el tercer nivel cuentan con espacios delimitados para restaurantes especializados, destacando el Johnny Rockets del primer nivel, el primero de la región. En el cuarto piso se encuentra el Patio de comidas, con la presencia de diversos restaurantes de comida rápida, algunos de vasta trayectoria como Doggis y KFC.
El quinto piso cuenta con una sucursal del centro médico Integramédica, el cual cuenta con una importante oferta de especialistas de diversas áreas de la salud. Y el sexto nivel está habilitado para oficinas.
Además, cuenta con tres niveles en subsuelo, uno habilitado para tiendas y los otros dos de uso exclusivo para estacionamientos vehículares.
Cuenta con dos tiendas anclas: Unimarc en el subsuelo y Multicentro, el cual se ubica en los primeros tres niveles.